# L'Homme qui mesure les nuages
L’Homme qui mesure les nuages (en néerlandais : De man die de wolken meet) est une sculpture dorée de Jan Fabre créée en 1998.

## Description
La sculpture représente un homme communément vêtu, juché sur un escabeau. Il tient à bout de bras une règle de 1,5 mètre avec laquelle il mesure les nuages. L'ensemble des éléments de la sculpture est doré,.
Selon son auteur, il s'agit d'un hommage à son frère jumeau disparu prématurément,.
La statue se trouve sur le toit du Musée municipal d'art actuel de Gand (le SMAK), et fait partie des collections de ce musée,.